# Ivan Zajc
Ivan Dragutin Stjepan Zajc (Fiume, 1832. augusztus 3. – Zágráb, 1914. december 16.) horvát zeneszerző.

## Pályafutása
Apja katonai karmester volt, aki ellenezte, hogy fia zenével foglalkozzék és 12 éves gyermekétől elkobozta az első operáját, a Mária Teréziát, melyet titokban írt. Az ifjú tehetsége közfigyelmet keltett és apja Rubeša és Morassi tanárok közbenjárásával megengedte, hogy fia zenével foglalkozzék, így 1849-ben a gimnáziumot Zenggben elvégezvén, belépett a milanói konzervatóriumba, ahol a híres Rossi tanítványa volt. Ezen intézetben hat évet töltött és már a harmadik évben zeneszerzeményeivel ezüst érmet nyert és darabjai Milánóban rendkívüli sikert arattak. 1855. május 4-én előadták La Tirolese (A tiroli nő) c. librettóját, melyet maga a szerző dirigált, mire meghívták a Scala-színház zenei művezetőjévé. 1856-ban visszatért szülővárosába. Itt írta Amelia, Adela és a Messinai ara című operáit, a Kolo és Horvát négyes című táncdarabjait és zeneszerzeményei száma 1862-ben már 152 műre szaporodott. 1862-ben Bécsbe költözött, ahol a Karl-Theater számára megírta La festa da Ballo című operettjét. Ezen színház számára még sok operettet írt, köztük a Fitzliputzli, Lazaroni, Boysiska a boszorkány, Mekkába, Az alvajáró nő, El az újvilágba, A pottensteini vadász stb. címűeket, melyek bejárták Németország, Olaszország, Csehország és Lengyelország színpadait. Bécsi hajléka a költők és művészek találkozóhelye volt. 1870-ben a zágrábi színházban a dalszínművek igazgatójává lett. Itt írta Mislava, Legeta bán, Subics-Zrinyi Miklós, Pan Tvardovski, Zlatka, Afrodite, Király szeszélye című dalműveit, megzenésítette Ivan Gundulić Dubravka című pásztorjátékát és egy nagy allegorikus operát. 1895. február 23-án a király a Ferenc József-rend lovagkeresztjével tüntette ki. 1896-ban nagy ünneppel ülték meg Zágrábban zeneszerzői 50 éves jubileumát; ekkor zenei alkotásainak száma 857 műre rúgott.

## Forrás
- Zajc. In  A Pallas nagy lexikona. Szerk. Bokor József. Budapest: Arcanum – FolioNET. 1998.  ISBN 963 85923 2 X